# Xirinó
Xirinó (en rus: Ширино) és un poble de l'óblast de Vladímir, a Rússia, segons el cens del 2010 no tenia cap habitant. Pertany al districte municipal de Múrom.